# Istituto per lo studio delle mummie
L'Istituto per lo studio delle mummie (in tedesco: Institut für Mumienforschung; in inglese: Instiutute for Mummy Studies) del centro Eurac Research a Bolzano è un polo di ricerca privato dedicato allo studio e alla conservazione della mummia del Similaun, ritrovata nel 1991 nel ghiacciaio di Similaun (Alpi Venoste) e che costituisce il principale oggetto di studio dell'istituto. Il centro è stato creato nel luglio 2007 in seno all'Eurac Research.
Diretto dal tedesco Albert Zink - biologo e docente presso l'università di Monaco - l'istituto effettua ricerche che spaziano dall'applicazione delle moderne tecniche biomediche per determinare il profilo biologico e nosologico della mummia (indagini istologiche, radiologiche, immunologiche, immunoistochimiche, ultrastrutturali, genetiche e nanotecnologiche) - di interesse primario per la paleopatologia - nonché alle strategie di conservazione e musealizzazione della stessa.
L'Istituto per lo studio delle mummie gode inoltre di una biblioteca altamente specializzata, comprendente opere di antropologia biologica e forense, paleopatologia, mummiologia, e storia della medicina.
Nel 2012 l'Istituto ha chiarito la morte violenta del faraone Ramses III individuando una profonda ferita alla gola, nascosta da una benda sul collo.